# شیکی-زاکورا
شیکی-زاکورا (به ژاپنی: 四季桜 シキザクラ shiki-zakura) نام علمی بر اساس کتاب ساکورای ژاپن
(Cerasus x subhirtella 'Semperflorens' Miyoshi) نام یک نوع درخت ساکورای باغی است که از ترکیب مامه-زاکورا و ادوهیگان به وجود آمده‌است. از ویژگی مهم این نوع ساکورا شکوفا بودن طولانی مدت گل آن از پاییز تا بهار است. در نامگذاری آن در نواحی مختلف ژاپن تفاوت وجود دارد.
- تعداد گلبرگ: ۵ عدد
- رنگ:سفید
- قطر گل: ۲٫۲ تا ۳٫۲ سانتیمتر
- زمان گل‌دهی:از ماه نوامبر تا اوایل ماه آوریل